# Eurocopter UH-72 Lakota
El Eurocopter UH-72 Lakota es un helicóptero bimotor con un único rotor principal de cuatro palas. El UH-72 es una versión militarizada del Eurocopter EC145 y es construido por American Eurocopter (actualmente Airbus Helicopters, Inc.), una división de Airbus Group, Inc. Comercializado inicialmente como UH-145, el helicóptero fue seleccionado como ganador del programa Helicóptero Utilitario Ligero (LUH) del Ejército de los Estados Unidos el 30 de junio de 2006. En octubre del mismo año, a American Eurocopter se le concedió un contrato de producción de 345 aeronaves para reemplazar a los vetustos helicópteros UH-1H/V y OH-58A/C en las flotas del Ejército y Guardia Aérea Nacional estadounidenses. Realiza misiones logísticas y de apoyo en los Estados Unidos, como seguridad doméstica, misiones de respuesta ante desastres, y evacuaciones médicas.

## Desarrollo

### Antecedentes
El programa LHX el Ejército de los Estados Unidos comenzó a principios de los años 80, proponiendo dos diseños de helicóptero con un alto porcentaje de componentes dinámicos comunes. Uno era una versión utilitaria ligera ("LHX-U") para el asalto y movimiento táctico de tropas y suministros, y el otro era una versión ligera de exploración/ataque ("LHX-SCAT") para complementar el creciente desarrollo del AH-64 Apache. Tal y como el programa fue desarrollado, la versión utilitaria ligera fue abandonada y el esfuerzo se centró en la versión de reconocimiento y ataque ligero, que finalmente se convertiría en el RAH-66 Comanche.
En 2004, el Departamento de Defensa de Estados Unidos y el Ejército estadounidense tomaron la decisión de finalizar el programa RAH-66. Como parte de esta finalización, el Ejército retuvo los presupuestos para los siguientes años destinados al Comanche. Para reemplazar la capacidad del cancelado Comanche, el Ejército estadounidense planeó varios programas, incluyendo tres nuevas aeronaves. El Estado Mayor del Ejército decidió que estas tres aeronaves, el Helicóptero de Reconocimiento Armado (ARH), el Helicóptero Utilitario Ligero (LUH), y la Futura Aeronave de Carga (FCA) (más tarde renombrada Aeronave Conjunta de Carga,o JCA), debían ser aeronaves comerciales existentes en producción, modificados para realizar el servicio al Ejército.

### Programa  LUH y UH-145

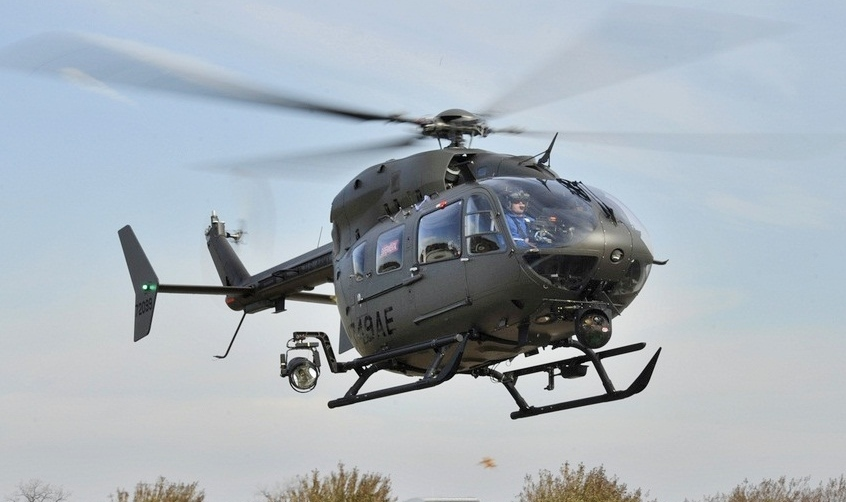
Un UH-72A en el Pentágono, 2010.

El programa LUH se inició a principios de 2004, con un requerimiento inicial de 322 helicópteros para realizar tareas de seguridad doméstica, administrativas, logísticas, de evacuación médica (MEDEVAC) y apoyo de las misiones de los centros de entrenamiento y pruebas del Ejército. El contrato del LUH fue publicado en julio de 2005. Al menos, se recibieron cinco propuestas, incluyendo los 210 y 412 de Bell, el MD Explorer, y el AW139. EADS North America (EADS NA) comercializó la variante UH-145 del EC145 para el programa. El 30 de junio de 2006, el Ejército estadounidense anunció el UH-145 como ganador del contrato del LUH de 3000 millones de dólares. En agosto, el UH-145 fue designado oficialmente UH-72A por el Departamento de Defensa. La concesión fue firmada en octubre de 2006 tras las protestas de los licitadores no ganadores. A pesar de un retraso de 4 meses debido a las mismas, el primer UH-72 fue entregado a tiempo en diciembre, cuando el nombre Lakota también fue formalmente anunciado para el modelo, siguiendo la tradición del servicio de dar nombres nativos americanos a sus helicópteros.
El 23 de agosto de 2007, el UH-72A recibió la aprobación de producción plena (FRP) para producir una flota inicialmente planeada de 345 aeronaves hasta 2017. El UH-72A se produce en la fábrica de Airbus Helicopters en Columbus (Misisipi); la producción pasó de un ensamblaje local de juegos recibidos desde Eurocopter Deutschland, a una producción local completa en 2009. En diciembre del mismo año, el servicio ordenó 45 UH-72A más. El centésimo Lakota fue entregado en marzo de 2010, y el UH-72 número 250 fue entregado en abril de 2013. Ese mes, el Ejército estadounidense optó por detener la adquisición debido a los recortes presupuestarios de 2014; en ese momento, un total de 312 Lakota estaban listos para el servicio. En enero de 2014, el Congreso dio al Ejército 131 millones de dólares para comprar 20 UH-72A adicionales. El UH-72 número 300 fue entregado al Ejército en mayo de 2014.
En mayo de 2013, el Congreso inquirió por qué el UH-72 no había sido considerado para realizar tareas de exploración armada. El Jefe del Estado Mayor del Ejército, el General Ray Odierno, declaró que el UH-72A fue desarrollado para realizar operaciones domésticas y que no se consideraba operativamente desplegable en zonas de combate. El UH-72 es empleado por la Guardia Nacional del Ejército estadounidense en tareas utilitarias en los Estados Unidos, dejando los helicópteros UH-60 Black Hawk para desplegar en ultramar. El 21 de junio de 2013, el Subsecretario de Defensa para Adquisiciones, Tecnología y Logística Frank Kendall declaró en una carta al Congreso que las modificaciones de combate del UH-72 eran “inasumibles actualmente”. Se informó que las modificaciones de combate para toda la flota costarían 780 millones de dólares y añadirían 351 kg de peso por helicóptero; los cambios incluirían sistemas de supervivencia pasivos y activos, motores y transmisiones reforzadas, luces externas y mejoras en las comunicaciones.

### Uso como entrenador

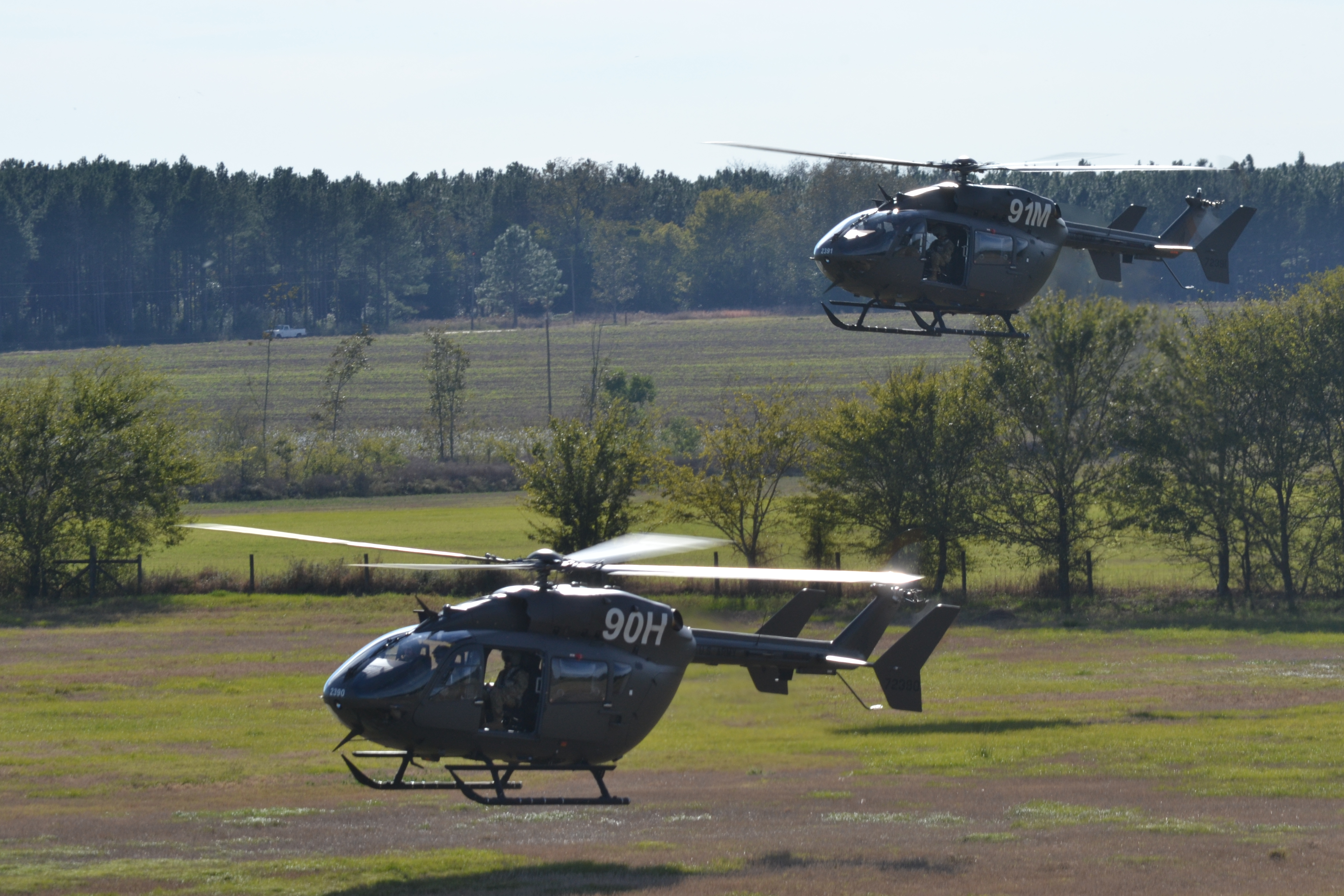
Dos entrenadores UH-72A maniobrando en el suelo.

En diciembre de 2013, el Ejército estadounidense estaba considerando retirar su flota de OH-58 Kiowa y transferir todos los AH-64 Apache de la Guardia Nacional y Reserva del Ejército estadounidense al Ejército activo para servir como helicópteros de exploración. Con este plan, los 100 UH-72 del Ejército activo, junto con los 104 UH-72 de la Guardia Nacional del Ejército, serían transferidos para usarlos como helicópteros de entrenamiento, reemplazando al TH-67 Creek en el Centro de Excelencia de la Aviación del Ejército de los Estados Unidos en Fort Rucker, Alabama. Algunos UH-60 Black Hawk del Ejército activo serían transferidos a unidades de la Reserva del Ejército y de la Guardia Nacional del Ejército para realizar misiones de defensa doméstica y respuesta ante desastres. Las propuestas ayudaban a retirar helicópteros antiguos para reducir costes sustancialmente, mientras se mantenían capacidades cruciales. Con la perspectiva de que la mayoría de los UH-72 serían reutilizados como helicópteros de entrenamiento, el Ejército solicitó fondos para comprar 100 Lakota más que añadir a la flota de entrenamiento. El presupuesto del año fiscal 2015 cubriría 55 helicópteros, y los fondos del año fiscal 2016 completarían la adquisición.
El 4 de septiembre de 2014, el Ejército publicó un comunicado de intención de compra de hasta 155 EC145/UH-72 como plataforma de entrenamiento “sobre una base competitiva que no fuera plena y abierta”. AgustaWestland presentó una querella judicial para declarar ilegal la adquisición, reclamando en una conferencia que el EC145 no ofrecía la mejor relación prestaciones-precio y que su “restringida envolvente de maniobras de vuelo” impedía su uso para el entrenamiento. Airbus defendió la postura del Ejército, haciendo notar su selección previa del EC145, reclamando que las cifras de AgustaWestland sobre  los costes del mismo eran exageradas, y que ya estaba en uso realizando tareas de entrenamiento. Bell Helicopters también criticó la decisión, pero no tomó acciones legales. El 14 de octubre de 2014, un Tribunal Federal de Reclamaciones publicó una orden temporal que negaba las alegaciones del Gobierno de los Estados Unidos ante la acción de AgustaWestland hasta que el Ejército emitiera una justificación y aprobación (J&A) final para cubrir de forma exclusiva la adquisición. El Ejército sostuvo que el UH-72A caía bajo el contrato del LUH de 2006, y que por lo tanto no requería una nueva J&A, anulando definitivamente la querella judicial. El Tribunal dio la razón a AgustaWestland, rechazando la J&A del Ejército, y deteniendo la compra de UH-72 para entrenamiento tras encontrar que el Ejército había exagerado los costes y tiempos requeridos para adquirir un helicóptero de entrenamiento. También encontraron negligencia en el proceso inicial de adquisición del UH-72, ya que efectivamente le ataba a Airbus durante la vida útil de las células. El tribunal ordenó al Ejército a realizar un proceso de compra de nuevos helicópteros de entrenamiento y a dejar de comprar entrenadores UH-72. El Ejército apeló la decisión.
El UH-72 también provocó controversia como entrenador debido a problemas percibidos cuando se usa el helicóptero como entrenador inicial. Un estudio de la Comisión Nacional del Futuro del Ejército, una comisión creada por el Congreso para hacer recomendaciones en la estructura de fuerza del Ejército al Presidente, concluyó que el UH-72 era de coste prohibitivo como helicóptero de entrenamiento, y que había opciones más baratas disponibles para la compra. También mostró que la mayoría de los pilotos instructores desaprobaba el uso del UH-72, juzgándolo como “demasiada aeronave para la misión”, e inadecuado como entrenador introductorio inicial. El UH-72 también ha sido criticado por su incapacidad para enseñar autorrotaciones de aterrizaje, entre otras maniobras. Este problema había causado previamente que el Ejército alemán dejara de usar una versión del UH-72 como entrenador inicial después de que Airbus les advirtiera de que el helicóptero no era adecuado para el entrenamiento inicial. La Armada estadounidense también rechazó el UH-72 como entrenador idóneo por la misma razón.

### Usos propuestos
El Explorador Armado 645 (EC645) fue una versión armada propuesta del UH-72 para el programa Explorador Aéreo Armado (AAS) del Ejército estadounidense para un reemplazo del OH-58D. El 4 de mayo de 2009, EADS y Lockheed Martin anunciaron un acuerdo de asociación para el 645. Se construyeron tres demostradores AAS-72X y comenzaron las pruebas de vuelo a finales de 2010. En septiembre de 2012, EADS comenzó voluntariamente a realizar demostraciones de vuelo de un AAS-72X y de un EC145T2 a gran altitud, informando que cubrían los requerimientos de rendimiento. Se ofrecieron dos versiones: el AAS-72X, una versión armada del UH-72; y el AAS-72X+, una versión militarizada armada del EC145T2. A finales de 2013, el Ejército estadounidense anunció la finalización del programa AAS.
En mayo de 2012, el UH-72A fue presentado al programa Plataforma Vertical de Apoyo Vital Común (CVLSP) de la Fuerza Aérea estadounidense como reemplazo del UH-1N Twin Huey. Como con el Ejército estadounidense, el UH-72A puede operar en ambientes permisivos, como apoyo y seguridad de un emplazamiento ICBM bajo el Mando de Ataque Global de la Fuerza Aérea, y como transporte de personal en la Región de la Capital Nacional con la 89th Airlift Wing del Mando de Movilidad Aérea. Las ventajas sobre el UH-1N incluyen un 30% más de velocidad, alcance, y tiempo de merodeo, fiabilidad mejorada y resistencia ante accidentes, compatibilidad con la visión nocturna, aviónica moderna, y ser más barato de operar. En agosto de 2013, la USAF anunció que planeaba mantener el UH-1N de 6 a 10 años más. En septiembre de 2013, el Secretario para la Fuerza Aérea Eric Fanning recibió una carta del CEO de EADS North America, argumentando que remozar y mantener los Huey costaría más que adquirir y operar UH-72A; la carta también urgía a actuar prontamente, ya que las órdenes del Ejército casi estaban completas y que la producción estaba acabando. La USAF declaró que tenía presupuestos insuficientes para tal compra y que se podía arriesgar usando los Huey durante un tiempo. EADS North America declaró que el UH-72A “disminuiría el riesgo en la empresa nuclear de la USAF, y ahorraría a los contribuyentes el considerable coste de una futura capitalización”. Se informó que comprar los UH-72A costaría lo mismo que modernizar 62 Huey, pero los costes operativos a largo plazo sería muy inferiores.

## Diseño

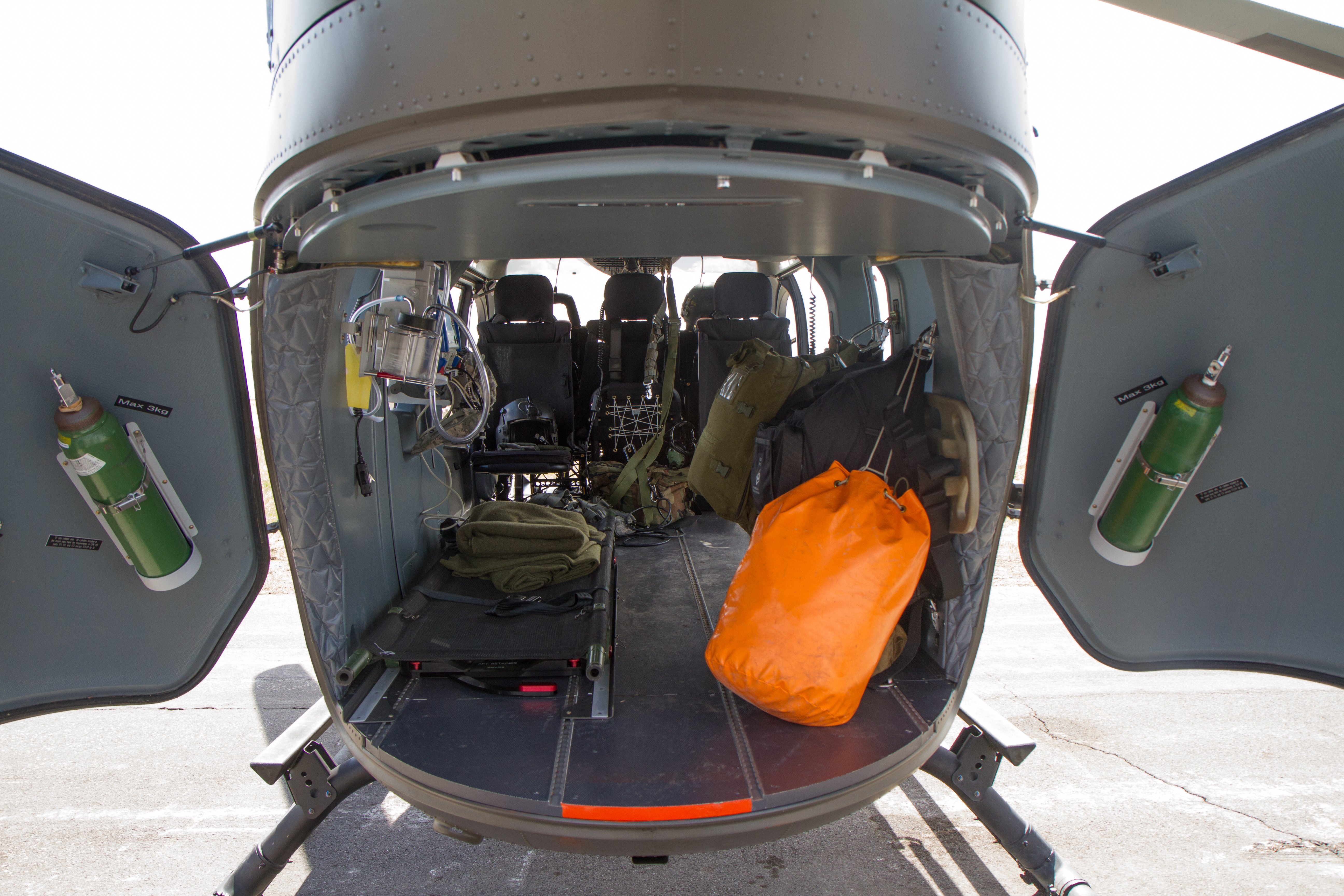
Portones de almeja abiertos de un UH-72.

El UH-72 está diseñado para realizar una variedad de misiones, desde el apoyo general y evacuación médica (MEDEVAC) a la recuperación de personal y operaciones antidroga. Está planeado que reemplace a los UH-1 y OH-58A/C, que son helicópteros ligeros utilitarios más antiguos, y suplantar a otros modelos en uso doméstico, principalmente aquellos que están en servicio con la Guardia Nacional del Ejército. El UH-72 está siendo comprado como un producto comercial en stock (COTS), que simplifica el apoyo logístico de la flota. EADS NA formó equipo con Sikorsky para proporcionar el Apoyo Logístico del Contratista (CLS) del UH-72, a través de sus subsidiarias Helicopter Support, Inc. (HSI)/Sikorsky Aerospace Maintenance (SAM).
El HU-72A básico es simplemente un helicóptero comercial EC145 que lleva los colores del Ejército de los Estados Unidos, y está equipado con una radio AN/ARC-231. Aparte de como transporte utilitario, el Lakota puede ser configurado para la evacuación médica, transporte VIP, seguridad y apoyo, y entrenamiento como fuerzas oponentes. Se describe como la mejor aeronave militar del inventario para realizar operaciones domésticas, usado por la Guardia Aérea Nacional como apoyo estatal, ayuda en desastres y defensa doméstica, y por unidades activas no desplegables para MEDEVAC y entrenamiento. Comparado con el UH-1 Huey usado previamente en estas tareas, en bimotor Lakota vuela más rápido (269 km/h contra 230 km/h), dispone de un sistema externo de cabestrante, y tiene una cabina computerizada totalmente integrada. El Huey tiene una ventaja en las tareas MEDEVAC, siendo capaz de llevar a tres pacientes, comparado con la carga de dos pacientes del Lakota, pero una evacuación media implica típicamente a dos pacientes o menos. El Paquete de Equipamiento de Misión de Seguridad y Apoyo (S&S MEP) es una versión del UH-72A diseñada para realizar misiones de seguridad doméstica, antidroga y de patrullas fronterizas. Equipado con un sensor electro-óptico/infrarrojo y una torreta con puntero láser, un sistema de mapa móvil y pantallas táctiles, sistema de gestión de vídeo, vídeo digital grabado y enlace de datos, foco y cabestrante para el paquete MEDEVAC.

## Componentes
Canadá -  Estados Unidos -  Francia -  Reino Unido

### Electrónica
| Sistema                                              | País                      | Fabricante | Notas                                                              |
| ---------------------------------------------------- | ------------------------- | ---------- | ------------------------------------------------------------------ |
| Red de datos                                         |                           |            | MIL-STD-1553B, ARINC 429, Ethernet, USB, RS-232, RS-422, RS-485    |
| Radio                                                | Bandera del Reino Unido   | Cobham plc | Modelo Flexcomm. Empresa británica vendida a Advent International. |
| Radio                                                | Bandera de Estados Unidos | Raytheon   | Modelo AN/ARC-231 Skyfire                                          |
| Torreta de reconocimiento y adquisición de objetivos | Bandera de Canadá         | Wescam     | Modelo MX-15i                                                      |

### Propulsión
| Sistema | País               | Fabricante | Notas          |
| ------- | ------------------ | ---------- | -------------- |
| Motor   | Bandera de Francia | Turbomeca  | 2 × Arriel 1E2 |

## Historia operacional

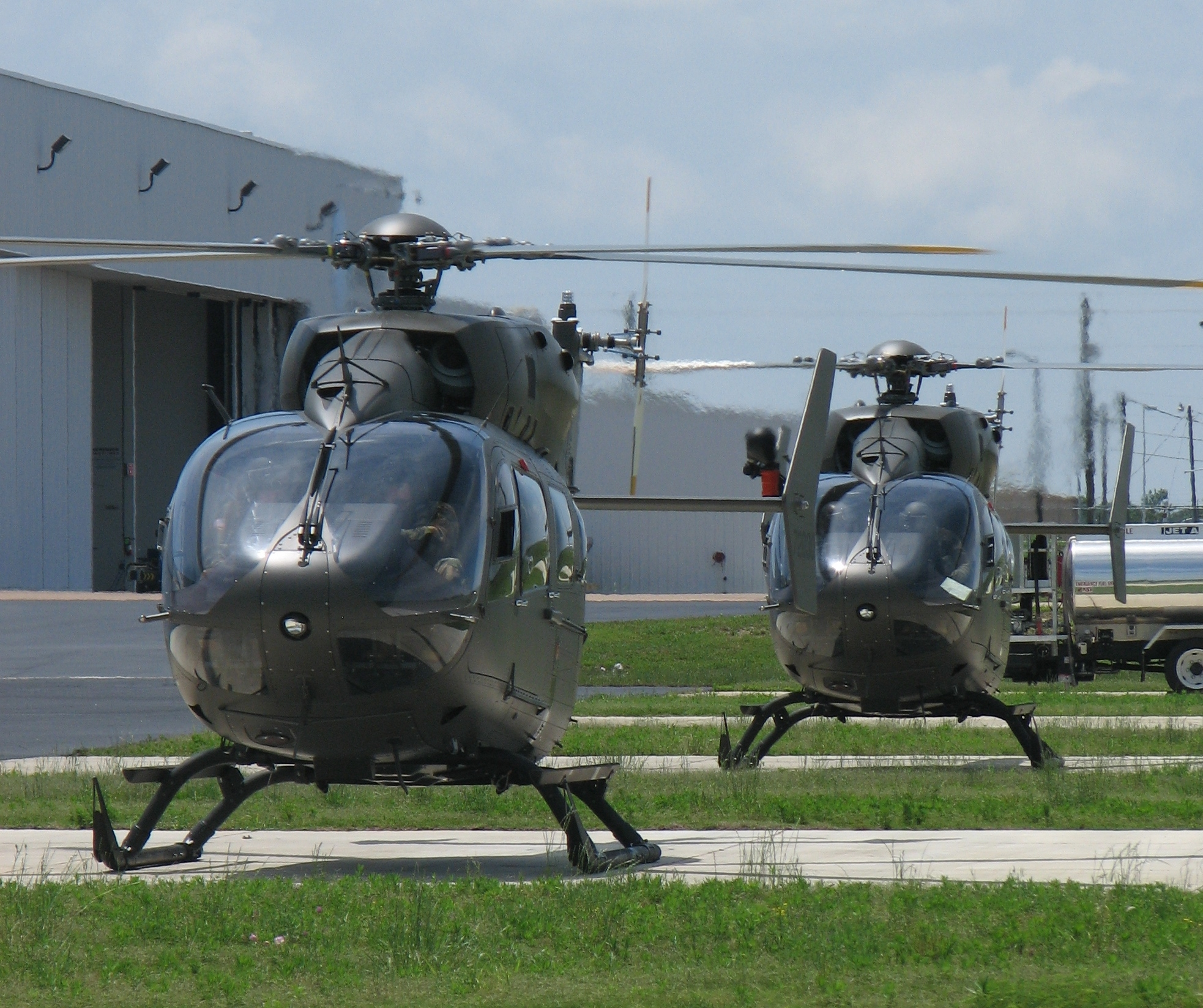
Los primeros dos UH-72A de la Guardia Nacional del Ejército en Tupelo (Misisipi).

La primera aeronave fue entregada al Ejército de los Estados Unidos el 11 de diciembre de 2006 en Columbus, Misisipi. El 12 de diciembre de 2006, el General Richard A. Cody, Jefe Adjunto del Estado Mayor del Ejército, y Joe Red Cloud, un jefe de la tribu sioux Oglala, de la nación Lakota, aceptaron el primer UH-72A en una ceremonia oficial. El servicio estimó que la entrega de las planeadas 345 aeronaves continuaría hasta 2017.
Los primeros helicópteros de producción fueron enviados al Centro Nacional de Entrenamiento (NTC), Fort Irwin, California, para realizar misiones de evacuación médica en enero de 2007. El 20 de junio del mismo año, el Destacamento de Ambulancia Aérea del Ejército de los Estados Unidos (USAAAD) del NTSC se convirtió en la primera unidad operacional en usar el Lakota. El 10 de julio, el Destacamento de Vuelo del Mando de Entrenamiento y Doctrina (TRADOC) en Fort Eustis, Virginia, se convirtió en la segunda unidad del Ejército estadounidense equipada con el UH-72A.
Un informe publicado en agosto de 2007 por el Directorio de Pruebas Operacionales y Evaluación (DOT&E) remarcó que aunque en Lakota “...es efectivo en prestaciones para misiones de utilitario ligero”, tendía al sobrecalentamiento mientras realizaba operaciones en las condiciones desérticas de Fort Irwin cuando no estaba equipado con sistemas de aire acondicionado. En respuesta, se añadieron respiraderos en las puertas para incrementar el flujo de aire de la cabina; se instaló aire acondicionado en algunas versiones médicas y VIP, así como unidades de aire acondicionado para el confort de la tripulación.
El Centro de Entrenamiento de Puesta a Punto Conjunto, localizado en Fort Polk, Luisiana, recibió su primera aeronave el 7 de septiembre de 2007. El 16 de enero de 2009, la Academia Militar de los Estados Unidos recibió dos UH-72A, reemplazando dos helicópteros UH-1H para transporte VIP hacia y desde la Academia. Los helicópteros también apoyan al equipo de paracaidista de cadetes y en las misiones de entrenamiento de los cadetes. La Escuela Naval de Pilotos de Pruebas de los Estados Unidos recibió el primero de cinco UH-72A en septiembre de 2009. El UH-72A reemplaza al TH-6B Cayuse como aeronave principal de entrenamiento para el currículum de helicóptero de la escuela de pilotos de pruebas.
En marzo de 2010, el Lakota entró en servicio en Puerto Rico, en el Atolón Kwajalein, y en el campo de pruebas de misiles del Ejército estadounidense en Alemania. El 20 de diciembre de 2010, un UH-72A asignado a la Guardia Aérea Nacional de Puerto Rico se convirtió en el primer UH-72A en experimentar un accidente fatal. La aeronave se estrelló en el mar frente a la costa de Puerto Rico y los seis ocupantes murieron.
El 18 de julio de 2012, el Directorio de Pruebas de Vuelo de Aviación del Ejército estadounidense recibió tres UH-72A en el Redstone Arsenal, Huntsville, Alabama; se usan para apoyo general y como aeronaves de escolta para apoyar las pruebas de desarrollo de aviación. Con esta entrega, el servicio había recibido más de 200 UH-72A. El 22 de septiembre de 2012, el Destacamento 1, Compañía C, Aviación del 1-112 de la Guardia Aérea Nacional de Oregón, recibió el primero de cuatro helicópteros UH-72A durante una ceremonia de presentación en Camp Rilea en Warrenton, Oregón.
El 25 de marzo de 2015, Airbus completó el ensamblaje del primer UH-72A realizado específicamente para entrenamiento para el Ejército estadounidense. La configuración de entrenamiento del Lakota difiere del modelo básico en varias formas, incluyendo un asiento de observador para el instructor, un “número timbre” en su lado para una fácil identificación, y un sistema de control de vuelo que permite comunicarse con Fort Rucker. Como parte de la iniciativa de reestructuración de la Aviación del Ejército, la flota de helicópteros de entrenamiento de TH-67 de Fort Rucker sería reemplazada por 187 UH-72, comprendiendo 106 entrenadores construidos a propósito y 81 modelos existentes que serían modificados.
En 2018, el 1-376th AVN BN fue desplegado a Alemania con UH-72A Lakota apoyando misiones MEDEVAC militares en las bases militares de Hohenfels y Grafenwoehr. Los Lakota se hicieron cargo de la misión de los Black Hawk del 214th Aviation Battalion; este fue el primer despliegue del Lakota fuera de los Estados Unidos.

### Exportación
El 7 de junio de 2013, Tailandia solicitó la venta de seis UH-72A Lakota con equipo asociado, entrenamiento y apoyo por un coste estimado de 77 millones de dólares. El 9 de octubre del mismo año, el Gobierno tailandés aprobó 55 millones de dólares en presupuestos para apoyar la adquisición del Real Ejército Tailandés de seis helicópteros UH-72A de 2013 a 2015. El 28 de marzo de 2014, el Ejército tailandés concedió un contrato de 34 millones de dólares a Airbus Helicopter por seis UH-72A, equipados con un paquete de equipo de misión incluyendo la terminal radio aerotransportada AN/ARC-231; las entregas debían empezar en abril de 2015. El 29 de septiembre de 2014, se notificó al Congreso la solicitud de Tailandia para la venta de otros nueve UH-72 Lakota, equipo relacionado y apoyo. En noviembre de 2015, los seis helicópteros habían sido entregados.

## Variantes
UH-72A Lakota
Versión militar utilitaria desarmada del EC145.
UH-72B Lakota
Una propuesta versión armada del UH-72A; esta nueva configuración está basada en el Eurocopter EC145T2 civil mejorado.
AAS-72X
Propuesta versión armada del UH-72 para el Programa de Reemplazo del OH-58D Explorador Aéreo Armado del Ejército de los Estados Unidos, ofrecido por EADS y Lockheed Martin.
AAS-72X+
Versión militar armada del Eurocopter EC145T2 también propuesta para el programa Explorador Aéreo Armado. Estaba equipado con motores más potentes con 200 hp extra cada uno, rotor de cola tipo fenestron, y cabina de cristal totalmente digital.

## Operadores
Estados Unidos
- Ejército de los Estados Unidos[77]
- Armada de los Estados Unidos[77]

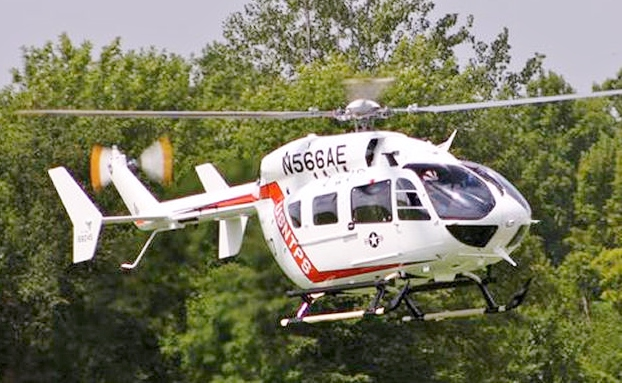
Un UH-72 de la Armada estadounidense de la flota de la USNTPS.

  - United States Naval Test Pilot School[78]

 Tailandia
Real Ejército Tailandés

## Especificaciones (UH-72A)
Referencia datos: especificaciones del UH-72, datos del Eurocopter EC 145

### Características generales
- Tripulación: Dos (pilotos)
- Capacidad: 9 soldados o 2 camillas y personal médico
- Carga: 1793 kg
- Longitud: 13 m (42,7 ft)
- Diámetro rotor principal: 11 m (36,1 ft)
- Altura: 3,5 m (11,3 ft)
- Peso vacío: 1792 kg (3949,6 lb)
- Peso máximo al despegue: 3585 kg (7901,3 lb)
- Planta motriz: 2× turboeje Turbomeca Arriel 1E2.
  - Potencia: 550 kW (758 HP; 748 CV) cada uno.
- Perfil palas: raíz: ONERA OA415/OA312; punta: ONERA OA409/OA407[79]

### Rendimiento
- Velocidad máxima operativa (Vno): 269 km/h (167 MPH; 145 kt)
- Velocidad crucero (Vc): 246 km/h (153 MPH; 133 kt)
- Alcance: 685 km (370 nmi; 426 mi)
- Techo de vuelo: 4018 m (13 182 ft)
- Régimen de ascenso: 8,1 m/s (1600 ft/min)

## Aeronaves relacionadas

### Desarrollos relacionados
- Bell ARH-70
- Eurocopter EC 145

### Aeronaves similares
- UH-1 Iroquois
- HAL Dhruv
- AgustaWestland AW169
- Eurocopter HH-65 Dolphin

### Secuencias de designación
- Secuencia Numérica (interna de Eurocopter): ← EC120 Colibri - EC130 - EC135 - EC145/UH-72 - EC155 - H160 - EC175 →
- Secuencia _H-_ (Helicópteros estadounidenses, 1962-presente): ←  MH-68 - ARH-70 - VH-71 - UH-72 - TH-73 - MH-90 - VH-92 →